# Frederick Stephani
Frederick Stephani (13 de junio de 1903-31 de octubre de 1962) fue un guionista y director de cine alemán, conocido por coescribir y dirigir el capítulo 13 de ciencia ficción en la serie Flash Gordon de 1936. La serie se convirtió en la segunda producción más taquilleras de ese año universales. A pesar de su éxito esta fue la primera y única serie que Stephani dirigió a lo largo de su carrera, posiblemente debido a sus deficiencias en efectos especiales y valores de producción en general, incluso para los estándares contemporáneos. Stephani continuó escribiendo, produciendo y dirigiendo largometrajes y episodios de televisión hasta la década de 1960.

## Filmografía
- Flash Gordon (1936) - escritor y director
- Fast Company (1938) - productor
- Las aventuras de Tarzán en Nueva York (1942) - productor
- Steve Randall (1952, serie de televisión) - escritor y director
- Passport to Danger (1954, serie de televisión) - guionista y director
- Bombas en Montecarlo (1960) - escritor
- The Deputy (1961, serie de televisión) - director

## Premios y distinciones
Premios Óscar
| Año  | Categoría       | Película                     | Resultado |
| ---- | --------------- | ---------------------------- | --------- |
| 1948 | Mejor argumento | Sucedió en la Quinta avenida | Nominado  |